# 全黑峰
71°48′S 163°57′E / 71.800°S 163.950°E
全黑峰是南極洲的山峰，位於維多利亞地的彭內爾海岸，屬於蘭特曼山脈中克勞恩山的一部分，海拔高度2,025米，由新西蘭南極名稱委員會命名。